# Red Sun Rising
Red Sun Rising ist eine US-amerikanische Rock-Band aus Akron, Ohio.

## Geschichte
Im Jahre 2006 lernten sich der Sänger Mike Protich und der Gitarrist Ryan Williams an einer Tankstelle kennen und unterhielten sich dort lange über Musik. Ein Jahr später gründeten beide mit dem Bassisten Hayes Hornish und dem Schlagzeuger Bobby Consiglio die Band Red Sun Rising. Nach mehreren Besetzungswechseln veröffentlichte die Band im Jahre 2010 im Selbstverlag das selbst betitelte Debütalbum, dem ein Jahr später das zweite Album Making of Kings folgte. Die beiden in den Jahren 2012 und 2013 veröffentlichten EPs The Fix und Into Forever brachten der Band einen Vertrag mit dem Plattenlabel Razor & Tie ein. Zusammen mit dem Produzenten Bob Marlette nahmen Red Sun Rising ihr drittes Album Polyester Zeal auf, welches am 7. August 2015 veröffentlicht wurde.
Die beiden Singles The Otherside und Emotionless erreichten jeweils Platz eins der Billboard Mainstream Rock Songs, während das Lied Push für den Soundtrack des Videospiels NASCAR Heat 2 verwendet wurde. Red Sun Rising spielten auf Festivals wie dem Aftershock Festival, dem Louder Than Life, Rock on the Range und Welcome to Rockville. Ein Jahr später spielte die Band auf den Festivals Carolina Rebellion, Rock on the Range und Welcome to Rockville, auf der HardDrive Live Tour mit dem Headliner Sick Puppies sowie zusammen mit Gemini Syndrome im Vorprogramm von Sevendust. Anfang 2017 folgte eine Tournee mit Badflower im Vorprogramm von Pop Evil.
Bei den iHeartRadio Music Awards 2017 wurden Red Sun Rising in der Kategorie Best New Rock/Alternative Rock Artist nominiert, der Preis ging jedoch an die Band The Strumbellas. Im Sommer 2017 folgte ein Auftritt beim Download-Festival. Anfang 2018 tourte die Band im Vorprogramm von Stone Sour durch Nordamerika, bevor am 30. März 2018 das von Matt Hyde produzierte vierte Studioalbum Thread erschien. Im Sommer 2018 spielten Red Sun Rising bei den Festivals Aftershock Festival, Carolina Rebellion, Rock on the Range und Welcome to Rockville sowie eine eigene Headlinertournee mit der Vorgruppe Dirty Honey. Im März 2019 veröffentlichte die Band die Akustik-EP Peel, bevor im Februar 2020 eine unbestimmte Auszeit verkündet wurde.

## Stil
Die Musik von Red Sun Rising wird in der Regel als Alternative Rock, Hard Rock und Post-Grunge kategorisiert. Mark Deming von Allmusic beschrieb die Musik der Band als „kraftvollen, melodischen Hard Rock, der energische Gitarrenattacken mit emotionalen und hymnischen Gesang verbindet“. Sänger beschrieb die Musik seiner Band als „das, worauf Rockmusik aufgebaut wurde. Allerdings wäre es nicht zeitgenössischer Rock, sondern eine neue Rockalternative“. Er kritisierte damit, dass die Rockmusik „an einen Punkt angelangt ist, an dem er formuliert und gleich klingt“.

## Diskografie

### Alben
- 2010: Red Sun Rising
- 2011: Making of Kings
- 2015: Polyester Zeal
- 2018: Thread

### EPs
- 2012: The Fix
- 2013: Into Forever
- 2019: Peel

## Auszeichnungen
| Jahr | Kategorie                             | für            | Resultat  |
| ---- | ------------------------------------- | -------------- | --------- |
| 2017 | Best New Rock/Alternative Rock Artist | Red Sun Rising | Nominiert |